# Elsbeth Schneider-Kenel
Elsbeth Schneider-Kenel, née le 31 mars 1946 à Zoug (originaire d'Arth, puis de Reinach), est une personnalité politique suisse, membre du Parti démocrate-chrétien.
Elle est la première conseillère d'État du canton de Bâle-Campagne, où elle dirige le département des travaux publics et de l'environnement de 1994 à 2007, et la première femme à le présider en 1998.

## Biographie

### Origines et famille
Elsbeth Schneider-Kenel naît Elsbeth Kenel le 31 mars 1946 à Zoug, dans une fratrie de quatre enfants, tous des filles. Elle est originaire d'Arth, dans le canton de Schwytz, puis de Reinach, dans celui de Bâle-Campagne. 
Son père, Karl Kenel, est fromager et employé des Chemins de fer fédéraux et par ailleurs député socialiste au Conseil cantonal de Schwytz ; sa mère, née Margrith Spiess, est secrétaire de direction.
Elle épouse Guido Schneider en 1968, membre du parlement de Reinach, avec qui elle a deux enfants.

### Études et parcours professionnel
Après l'école primaire de 1953 à 1959 (à Arth) puis l'école secondaire jusqu'en 1962 (les deux premières années à Arth et la troisième à Goldau), elle séjourne une année à Fribourg, à la Maison d'Étude, puis s'inscrit à l'école normale d'Ingenbohl, où elle obtient en 1966 un diplôme de maîtresse d'enseignement ménager.
Elle enseigne l'économie ménagère à Gelterkinden jusqu'à la naissance de son premier enfant en 1970, puis fait des remplacements. 
À partir de 1972, elle dirige l'une des deux antennes régionales de l'assurance Concordia (de) à Reinach. En 1980, elle devient membre du comité cantonal de l'assurance et le préside à partir de 1983. Elle est la première femme à siéger au comité central de l'assurance, de 1986 à 1994.

### Parcours politique
Après le retrait de son mari du parlement de Reinach, elle est sollicitée pour y présenter sa candidature. Elle adhère alors au Parti démocrate-chrétien (PDC) et siège au législatif de la commune de 1984 à 1993 ; elle le préside en 1991-1992. 
Elle est députée au Landrat du canton de Bâle-Campagne de 1991 à 1994 et présidente de la section cantonale du PDC en 1993-1994. 
Après avoir manqué de peu son élection au Conseil national en 1991, elle devient le 27 mars 1994 la première femme élue au Conseil d'État du canton de Bâle-Campagne, lors d'une élection complémentaire visant à remplacer l'UDC démissionnaire Werner Spitteler (de). Elle s'impose par 53,2 % des voix face à son adversaire de l'UDC Peter Holinger, permettant à son parti de récupérer le siège perdu au profit du Parti radical-démocratique lors des dernières élections et empêchant l'UDC d'être représentée au gouvernement pour la première fois depuis 1950. Le slogan de sa campagne est « D’Zyt isch do », soit le moment est venu (d'élire une femme au gouvernement). Elle est réélue à trois reprises : le 19 février 1995, avec le meilleur score de tous les candidats, le 21 mars 1999, avec le deuxième score, et le 30 mars 2003, de nouveau avec le deuxième score. Elle annonce le 23 août 2006 qu'elle ne se représentera pas pour un nouveau mandat en juin 2007.
Elle prend la tête de la direction des travaux publics et de l'environnement et le dirige jusqu'à sa démission en 2007. Elle assure par ailleurs la présidence du gouvernement cantonal en 1998, 2003 et 2005. De grands chantiers sont concrétisés au cours de ses quatre mandats successifs au gouvernement cantonal, comme le développement des transports publics (BLT Euroville), le projet de construction du pôle économique Salina Raurica, la réorganisation de l'hôpital cantonal de Liestal, la construction de la station d'épuration de Birsfelden et la construction de divers tunnels.
En 2012, elle rejoint le comité d'initiative des deux Bâles pour l'égalité dans l'Église.

### Autres mandats
Après avoir quitté le gouvernement cantonal, elle siège au sein de divers conseils d'administration.  
Elle est également administratrice de BLT Baselland Transport AG, dont elle est membre du conseil à partir de 1994 et présidente depuis 2000.